# Solenodon paradoxus
Il solenodonte di Hispaniola  o agouta (Solenodon paradoxus Brandt, 1833) è un mammifero della famiglia dei Solenodontidi, a cui appartiene un'altra sola specie vivente, il Solenodonte di Cuba. 

## Descrizione

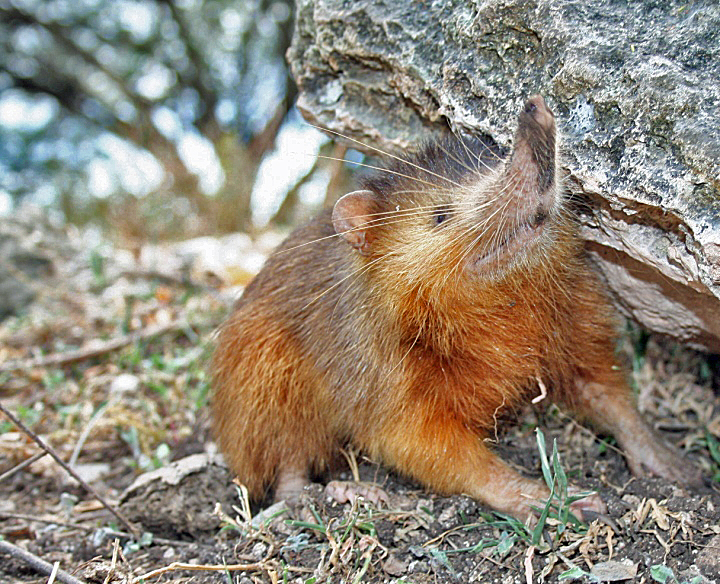

Come la specie cubana, il solenodonte di Hispaniola ha l'aspetto di un grande toporagno, del peso di circa un 1 kg. Il corpo, lungo mediamente 35 cm esclusa la grande coda squamosa che può misurare fino a 25 cm, è ricoperto da una pelliccia grossolana bruno-rossastra, più chiara nelle parti inferiori e negli arti, i quali terminano con 5 dita. La testa appare molto più grande rispetto al corpo ed è caratterizzata da occhi piccolissimi, segno di una vista sottosviluppata, e da orecchie di grandi dimensioni. Il muso si prolunga con una lunga proboscide sorretta da una bacchetta cartilaginea, nuda all'estremità e dalla cui base si dipartono numerose vibrisse. La bocca porta 40 denti ed è munita di una lunga lingua ovale.
Il secondo incisivo inferiore è dotato di una stretta scanalatura attraverso cui viene iniettata sulla preda una saliva velenosa secreta dalle ghiandole sottomascellari.

## Biologia
La specie è notturna. Trascorre le ore diurne riposando negli anfratti del terreno o nascosta nei tronchi di vecchi alberi abbattuti, attendendo l'oscurità per uscire alla ricerca del cibo, guidata dall'olfatto, dall'udito e dal tatto abbastanza sviluppati. La sua dieta è onnivora e comprende principalmente insetti e ragni, che scova nel terreno frugando con la proboscide e scavando con le unghie, ma anche vermi, piccole lucertole e materiale vegetale.
Il tasso riproduttivo è molto basso. Le femmine sono dotate di due sole mammelle inguinali e danno alla luce 1-3 piccoli all'anno. Lo svezzamento inizia dopo circa 75 giorni e, in alcuni casi, il giovane può rimanere con i genitori mentre nascono e vengono allevati altri piccoli successivi, aumentando il nucleo familiare fino ad un massimo di 8 individui per tana. In cattività possono raggiungere età maggiori di 11 anni.

## Distribuzione e habitat
La specie è endemica dell'isola di Hispaniola (Haiti e Repubblica Dominicana), dove abita le foreste e le zone cespugliose. La sottospecie S. p. paradoxus è localizzata nella regione settentrionale dell'isola; S. p. woodi occupa invece la parte meridionale con tre popolazioni, una delle quali, quella haitiana, si pensa sia quasi estinta.

## Conservazione
La Zoological Society of London, in base a criteri di unicità evolutiva e di esiguità della popolazione, considera Solenodon paradoxus una delle 100 specie di mammiferi a maggiore rischio di estinzione.